# Cratere Bulsara
Bulsara è un cratere sulla superficie di Mercurio.